# 4177 Kohman
4177 Kohman eller 1987 SS1 är en asteroid i huvudbältet som upptäcktes den 21 september 1987 av den amerikanske astronomen Edward L.G. Bowell vid Anderson Mesa Station. Den är uppkallad efter Truman P. Kohman.
Asteroiden har en diameter på ungefär 11 kilometer och den tillhör asteroidgruppen Griqua.